# Numb (песня Дотана)
«Numb» — песня голландско-израильского исполнителя Дотана, выпущенная 29 мая 2019 года в качестве ведущего сингла с одноимённого мини-альбома на лейбле «7 Layers». Именно эта песня принесла музыканту всемирную популярность. Музыкальным продюсером песни стал Ларс Мартин Виклунд, известный по псевдониму Мартин Уэйв (англ. Martin Wave).
В этой песне Дотан поёт о том, как он впал в депрессивное состояние после раскрытия постыдного секрета его карьерного роста.

## История
В 2018 году Дотан сообщил, что для продвижения своей карьеры он создал 140 аккаунтов в социальных сетях, информацию о которых сначала отрицал. Затем опубликовал видеозапись, где признался в этом, за что получил порицания со стороны сообщества и позже выпустил песню «Numb» как ответ этому.
Релиз видеоклипа на трек состоялся 29 мая 2019 года на официальном YouTube-канале Дотана, в день выхода сингла. Режиссёром видео стала Кристи Таттерсхолл (англ. Christy Tattershall).
Ремикс на песню, записанный совместно с Addal, был выпущен 4 июля 2020 года.
27 июля 2020 года Дотан дебютировал с песней «Numb» на национальном телевидении в Италии на шоу «Живые ритмы», 10 августа он снова спел её по национальному телевидению в Италии.

## Творческая группа
По данным Nuove Canzoni.
- Дотан — ведущий исполнитель, автор песни
- Нейл Орманди[англ.] — автор песни
- Тим Рэндольф — автор песни
- Мартин Уэйв[англ.] — продюсер
- Джон Хейнс — сведение

## Чарты
| Чарт (2020)                       | Высшая позиция |
| --------------------------------- | -------------- |
| Украина (iTunes)                  | 25             |
| Швейцария (iTunes)                | 41             |
| Россия (iTunes)                   | 81             |
| Италия (iTunes)                   | 382            |
| Узбекистан (Apple Music)          | 76             |
| Россия (Apple Music)              | 163            |
| Украина (Apple Music)             | 166            |
| Бельгия (Apple Music)             | 187            |
| Швейцария (Apple Music)           | 320            |
| Бельгия (Ultratop)                | 56             |
| Италия (FIMI)                     | 82             |
| Нидерланды (MegaCharts)           | 86             |
| Польша (ZPAV)                     | 1              |
| Россия (Tophit)                   | 4              |
| Швейцария (Schweizer Hitparade)   | 98             |
| Украина (TopHit)                  | 28             |
| Мир (Европа Плюс)                 | 1              |
| Top 10 Moscow Radio Hits (TopHit) | 2              |
| Мир (Zvooq.pro)                   | 13             |
| Мир (Shazam)                      | 4              |
| Мир (Муз-ТВ)                      | 3              |

## История релиза
| Регион | Дата           | Формат                 | Лейбл    | Прим.  |
| ------ | -------------- | ---------------------- | -------- | ------ |
| Италия | 24 января 2020 | Contemporary hit radio | 7 Layers | [ 23 ] |